# ウナ郡
ウナ郡 (ドイツ語: Kreis Unna) は、ドイツ連邦共和国ノルトライン＝ヴェストファーレン州の中心部、アルンスベルク行政管区北部に位置している。この名前の郡は1930年10月17日から存在しており（ハム郡から改名）、1975年1月1日から現在の範囲となった。本郡はヴェストファーレン＝リッペ地域連合およびルール地域連合に属す。郡庁所在地はウナ市である。

## 地理

### 位置
ウナ郡は、3つの地域に属している。本郡はハム市とともにルール地方東部を形成している、郡の南部はザウアーラントとの境界をなしており、北部の市町村はミュンスターラントに属している。郡内にアールダイ山地とハール山地がそびえている。
ルール川とリッペ川が郡内を流れている。エムシャー川は郡内で湧出している。

### 隣接する郡および郡独立市
ウナ郡は、北から時計回りに、コースフェルト郡、郡独立市ハム、ゾースト郡、メルキッシャー郡、郡独立市ハーゲンおよびドルトムント、レックリングハウゼン郡と境を接している。

## 歴史
ウナ郡の郡域は、後のリューネンのアルトリューネン市区およびブラムバウアー市区、シュヴェールテのエルグステ市区、ゼルム市、ヴェルネ市を除いてマルク伯領に属し、1609年末以後はブランデンブルク/プロイセンに属した。1753年にその地域区分の改革がなされた。これによりハム郡が初めて創設された。ナポレオン時代にはルール県の一部となり、後にいくつかの変更がなされて改めてハム郡が創設された。1901年4月1日にハム市が郡から外れ、郡独立市となった。それでも当初は、郡の行政機関はハムに置かれたままであった。1929年10月1日に廃止されたヘルデ郡からホルツヴィッケデ（ゼルデの一部を含む）、ヘングゼン、オファーディッケの3町村がハム郡に編入された。郡の行政機関はウナに移され、1930年10月17日からウナ郡と改名された。その後の再編成によって郡の境界が変化した。すなわち1968年1月1日にニーデラーデンが当時まだ郡独立市であったリューネンに編入され、1969年7月1日にゼンネルンがゾースト郡ヴェルルに編入された。1975年1月1日に発効した郡域再編によりウナ郡からペルクム、リーネルン（ゾースト郡ヴェルル市に組み込まれたヒルベックを除く）、エントロプがハム市に移管された。リューネン市、シュヴェールテ市、ヴェルネ市、ゼルム町（1977年9月27日に都市権が与えられた）がウナ郡に編入された。

## 住民

### 人口推移

ハム郡およびウナ郡の人口推移。1925年まではハム郡、1930年から1974年までは旧ウナ郡、1975年以後は現在のウナ郡の人口推移を示している。

2015年の IT.NRW の予測によれば、郡の人口は2014年から2040年の間に約 36,000人、10 % 程度減少する。
IT.NRWは一方、労働人口について約4万人の減少を予測している。これは 20.7 % 強にあたり、労働人口減少率は全人口のそれの2倍に相当する（男性: 106,292人から85,000人、女性: 88,513人から68,700人）。ウナ郡におけるこの予測は一般的な人口減少に加え、加速する人口動態（年齢分布）の変化によって説明できる。たとえば隣接するドルトムント市やハム市の場合、ウナ郡における予想とは対照的に、同じ期間（2014年から2040年）に予測される労働人口の変化は、ほぼ一定を保っている（ドルトムント 3 %、ハム -3.2 %）。この理由は説明されていない。

## 行政

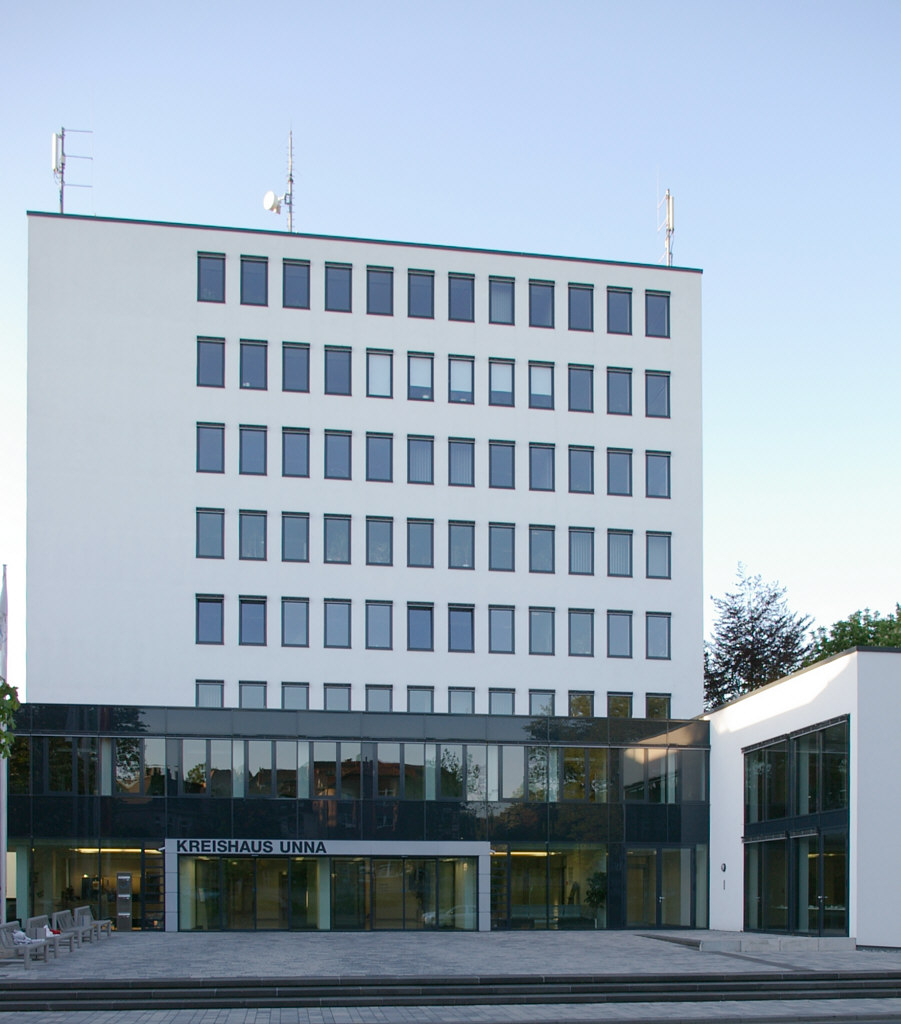
ウナ郡役場

### 郡議会
2020年の郡議会選挙結果とそれに基づく議席配分を以下に示す。
| 政党名                       | 得票率 (%) | 議席数 |
| ---------------------------- | ---------- | ------ |
| SPD                          | 32.1       | 23     |
| CDU                          | 27.2       | 20     |
| Grüne                        | 19.3       | 14     |
| Die Linke                    | 3.4        | 2      |
| FDP                          | 4.8        | 3      |
| Freie Wähler                 | 1.7        | 1      |
| Gemeinsam für Lünen          | 2.6        | 2      |
| AfD                          | 5.0        | 0      |
| Familien-Partei Deutschlands | 1.6        | 1      |
| WfU                          | 1.3        | 1      |
| その他                       | 0.9        | 1      |
| 計                           | 100.0      | 68     |
| 投票率                       | 48.9 %     | 48.9 % |

### 郡長
- 1970年 - 1988年: フリードリヒ・ベックマン
- 1988年 - 1999年: ロルフ・テーヴェス
- 1999年 - 2004年: ゲルト・アーヘンバッハ
- 2004年 - 2020年: ミヒャエル・マキオラ
- 2020年 - : マリオ・レール

マリオ・レール (SPD) は、2020年9月27日の郡長選挙決選投票で 61.94 % の票を獲得して郡長に選出された。彼は2020年11月1日に郡長に就任した。

### 紋章と旗

ウナ郡の旗

ウナ郡の紋章は、この地域を治めていた2つの伯の紋章を組み合わせたものである。
下部は、金地に赤と銀（赤 - 白）の市松模様の帯のマルク伯の紋章から採られた。これはマルク伯アドルフ1世が1220年頃に制定したもので、現在もハム市の紋章として用いられている。市松模様の帯の図柄は、同じ年のアドルフの印章にも見られる。
その上の部分は、金地（黄色地）に、赤い、無冠の、右（向かって左）を向いた側面の獅子が描かれている。これはおそらく、ベルク＝アルテナ伯フリードリヒ、マルク伯アドルフ1世、アルテナ伯オットーの古いアルテナ伯領の紋章に由来する。彼らは現在のウナ郡にあたる地域に広大な相続領やレーエンを所持しており、現在のハムの地域（ブルク・マルク）とともにその重要な所領を形成していた。アルテナ伯は、赤い爪や舌で威嚇し、金の冠を被った黒い獅子を紋章に用いていた。アドルフとオットーはすでにその紋章で市松模様の帯と組み合わせていた。赤い、直立した、2本の尾を持つ獅子は、リムブルク家のベルク伯の紋章に見られるが、青い爪や舌を持ち、冠を被っている。アルテナ家とベルク家はイルムガルト・フォン・ベルクを介して関係があるが、彼女は1218年にリンブルフ公ハインリヒ4世と結婚した。この頃すでに、アルテナ＝イーゼンベルク家とアルテナ＝マルク家は銀地にバラ、金地に黒い獅子の紋章を用いていた。
郡内最大の都市リューネンはやはり右向きではあるが、2本の尾を持つ獅子を紋章に描いている。
ウナ郡の旗は、赤と白に上下二分割。中央に紋章が配置されている。

### 友好地域
- カークリーズ（英語版）（イギリス、ウェスト・ヨークシャー）1967年
- ノヴィ・ソンチュ郡（ポーランド語版、英語版）（ポーランド、マウォポルスカ県）1997年[5]

## 経済と社会資本
ツークンフツアトラス2019（直訳: 未来地図2019）によればウナ郡は、ドイツの401の郡、市町村連合、郡独立市の中で234位に位置しており、「チャンスとリスクが混じる地域」に分類されている。
住民の平均一次収入はウナ郡内でも地理的に大きく異なる。北部の市町村であるベルクカーメン（19,651ユーロ）、リューネン（19,823ユーロ）、ベーネン（20,290ユーロ）は州平均よりもかなり低いが、これに対して郡庁所在地のウナ（27,723ユーロ）および南部の市町村シュヴェールテ（27,601ユーロ）、フレンデンベルク（27,974ユーロ）、とりわけホルツヴィッケデ（30,002ユーロ）は州平均を超える（数字は2016年現在の値）。

### 交通

#### 航空
ウナ郡はホルツヴィッケデに近いドルトムント空港および自動車または列車で約1時間で到着できるデュッセルドルフ空港を介してヨーロッパの航空網と大変便利に接続している。ドルトムント空港はホルツヴィッケデ駅からシャトルバスで、あるいはウナ駅からVKUのC41番路線で行くことができる。郡の住民たちは、約1時間で行くことができるミュンスター/オスナブリュック空港やパーダーボルン/リップシュタット空港もよく利用する。

#### 鉄道およびバス
ウナ郡は、ドルトムント中央駅、ハーゲン中央駅、ハム(ヴェストファーレン)駅経由で長距離旅客鉄道路線に接続する。
鉄道旅客交通については、10路線があり、13種類のローカル列車が運行している。
- ミュンスター - リューネン - ドルトムント線。長距離列車の他に以下が運行している。
  - 毎日1時間間隔 ドルトムントからリューネン、ヴェルネを経由してミュンスターへ行くレギオナルバーン「デア・リューナー」(RB 50)
- エンスヘデ - グローナウ - ドルトムント線
  - 毎日1時間間隔 ドルトムントからリューネン、ボルク、ゼルム、コースフェルト、グローナウ（ドイツ語版、英語版）を経由してエンスヘデ（オランダ）へ行くヴェストミュンスターラント＝バーン (RB 51)
- ケルン - デュッセルドルフ - デュースブルク - エッセン - ドルトムント - ハム線。長距離列車の他に以下の列車が運行している。
  - NRW-エクスプレス (RE 1)
  - ライン＝エンスヘデ＝エクスプレス (RE 3)
  - ライン＝ヴェーザー＝エクスプレス (RE 6)
  - ライン＝ヘルヴェーク＝エクスプレス (RE 11)
- ケルン - ヴッパータール - ハーゲン - ハム - ミュンスター線
  - ライン＝ミュンスターラント＝エクスプレス (RE 7)
  - マース＝ヴッパー＝エクスプレス (RE 13)
- ドルトムント - ウナ - ゾースト線
  - 月曜日から金曜日または土曜日まで30分間 ヘルヴェーク＝バーン (RB 59)
- ウナ - フレンデンベルク/ルール - メンデン - ノイエンラーデ線
  - 毎日1時間間隔 ヘネタール＝バーン (RB 54)
- ハーゲン - ベストヴィヒ - ヴァールブルク線
  - 毎日1時間間隔 ザウアーラント＝エクスプレス (RE 17)
- ドルトムント - ベストヴィヒ - ヴィンターベルク線
  - 毎日1時間間隔 ドルトムント＝ザウアーラント＝エクスプレス (RE 57)
- ドルトムント - シュヴェールテ - イーザーローン線
  - 毎日1時間間隔 アールダイ＝バーン (RB 53)

この他にウナ - ウナ＝ケーニヒスボルン - ドルトムント・シュタットハウス - ドルトムント＝ドルストフェルト - ドルトムント＝リュトゲンドルトムント間をSバーン S4号線が運行している。
ウナ郡の道路旅客交通は大部分がウナ郡交通協会mbH (VKU) が運営している。4本の高速バス路線が郡のいくつかの都市や町を互いに結んでおり、さらに市バス、地方バス、タクシーバス（オンデマンドバス）がある。
市内に駅のないベルクカーメンは、VKUの高速バス S30号線でドルトムント中央駅およびドルトムント内市街と結ばれている。
リューネンの西部市区であるブラムバウアーは、DSW21-都市バス U41号線でドルトムント中央駅およびドルトムント内市街と結ばれている。

#### 道路
ウナ郡には4本のアウトバーン（このうち2本はドルトムント・アウトバーンリングの東部で合流している）と4本の連邦道によって広域道路網に接続している。
アウトバーン:
- A1号線: プットガーデン（ドイツ語版、英語版） - ハンブルク - ブレーメン - オスナブリュック - カーメン - ドルトムント - ヴッパータール - ケルン - ザールブリュッケン（ハンザ線）
- A2号線: オーバーハウゼン - ドルトムント - カーメン - ビーレフェルト - ハノーファー - ブラウンシュヴァイク - マクデブルク - ベルリン
- A44号線: アーヘン - デュッセルドルフ - ボーフム - ドルトムント - ウナ - ゾースト - カッセル - アイゼナハ
- A45号線: ドルトムント - シュヴェールテ - ハーゲン - ジーゲン - ギーセン - ハーナウ - ゼーリゲンシュタット（ザウアーラント線）

連邦道:
- B1号線: アーヘン - ウナ - コストシン・ナド・オドロン
- B54号線: グローナウ - ヴェルネ - リューネン - ヴィースバーデン
- B233号線: イーザーローン - ウナおよびカーメン - ベルクカーメン - ヴェルネ
- B236号線: オルフェン - リューネン - シュヴェールテ - ミュンヒハウゼン

2017年12月時点で登録されている原動機付き車両は 303,172台（このうち乗用車が 239,658台、オートバイが 20,683台、実用車両が 42,831台）であった。人口が約396,000人の約 76 % に相当する。2020年9月末までに登録車両台数は約12,000台(約 4 %)増え、315,820台になった。

## 市町村
ウナ郡の人口は、393,618人（2020年12月31日現在）で、10の郡所属市がある。このうち2市が大規模郡所属市、5市が中規模郡所属市、1市が小規模郡所属市である。
| 市 - ベルクカーメン (Bergkamen、中規模郡所属市 49,475) - フレンデンベルク/ルール (Fröndenberg/Ruhr、郡所属市 20,450) - カーメン (Kamen、中規模郡所属市 43,001) - リューネン (Lünen、大規模郡所属市 87,266) - シュヴェールテ (Schwerte、中規模郡所属市 46,571) - ゼルム (Selm、中規模郡所属市 26,767) - ウナ (Unna、大規模郡所属市, 郡庁所在地 60,223) - ヴェルネ (Werne、中規模郡所属市 29,868) 町村 - ベーネン (Bönen、郡所属町村 18,239) - ホルツヴィッケデ (Holzwickede、郡所属町村 17,587) |

括弧内の数値は2023年12月31日現在の人口である。
ウナ郡の人口は2000年の約43万人から、2019年には39.5万人と約 8 % 減少している。

## 関連図書
- Lothar Voit (1966). Der Landkreis Unna. Stalling
- Harald Polenz (2002). Das Zweistromland Westfalens – Kreis Unna an Lippe und Ruhr. Essen: Klartext. ISBN 978-3-89861-035-3
- Carola Bischoff, Rudolf Grothues, Karl-Heinz Otto, ed (2017). Kreis Unna. Münster: Aschendorff Verlag. ISBN 978-3-402-14941-6